# 70004 Richardgalli
70004 Richardgalli este o planetă minoră (asteroid), cu un diametru de 7,441 km, din centura de asteroizi. A fost descoperită pe 15 decembrie 1998 la Caussols de OCA-DLR Asteroid Survey⁠(d). 
Obiectul prezintă o orbită caracterizată de o semiaxă mare de 3,179378645283 UAi, o excentricitate de 0,10837880170268, o înclinație de 1,6016861427787 ° în raport cu ecliptica.